# Dear Santa (EP)
Dear Santa là mini-album thứ ba của nhóm nhạc nữ Hàn Quốc Girls' Generation-TTS, được SM Entertainment phát hành vào ngày 4 tháng 12 năm 2015.

## Bối cảnh
Sau mini-album thứ hai Holler, Girls' Generation-TTS muốn phát hành một album vào dịp Giáng sinh với phong cách âm nhạc thoải mái và ấm áp hơn. Hai thành viên Taeyeon và Tiffany bắt đầu thực hiện album từ tháng 2 năm 2015. Sau đó Seohyun viết lời cho phiên bản tiếng Hàn của bài hát chủ đề "Dear Santa".

## Phát hành và quảng bá
Dear Santa và hai video âm nhạc của bài hát chủ đề được phát hành vào ngày 4 tháng 12 năm 2015. Girls' Generation-TTS đã quảng bá cho album bằng việc biểu diễn "Dear Santa" và một số bài hát khác trên các chương trình truyền hình âm nhạc. SM Entertainment cũng đăng tải một màn biểu diễn acoustic của bài hát "Winter Story" vào ngày 12 tháng 11. Nhằm hỗ trợ việc giáo dục về âm nhạc cho trẻ em châu Á, một phần lợi nhuận từ album đã được quyên góp cho chiến dịch từ thiện "SMile for U" do SM Entertainment và UNICEF phối hợp thực hiện.

## Danh sách bài hát
| STT              | Nhan đề                            | Phổ lời                                              | Phổ nhạc                                                                        | Thời lượng |
| ---------------- | ---------------------------------- | ---------------------------------------------------- | ------------------------------------------------------------------------------- | ---------- |
| 1.               | "Dear Santa"                       | Seohyun                                              | Simon Petrén Andreas Öberg Gustav Karlstrom Maja Keuc                           | 3:58       |
| 2.               | "I Like the Way"                   | Jam Factory                                          | Bardur Haberg Courtney Woolsey Nermin Harambasic Anne Judith Wik Ronny Svendsen | 3:11       |
| 3.               | "Winter Story" (겨울을 닮은 너)    | Choi So-young                                        | Jamie Jones Matt Wong                                                           | 3:22       |
| 4.               | "Merry Christmas"                  | Seojeong Lee Seu-ran Kim In-hyeong                   | Matt Wong Jamie Jones Jack Kugell Paulina Cerrilla                              | 3:45       |
| 5.               | "First Snow" (첫눈처럼)            | Mafly                                                | Im Kwang-wook Ryan Kim Amanda Moseley Hunnykilla Chase                          | 3:13       |
| 6.               | "Dear Santa" (phiên bản tiếng Anh) | Simon Petrén Gustav Karlstrom Simon Petrén Maja Keuc | Simon Petrén Andreas Öberg Gustav Karlstrom Simon Petrén Maja Keuc              | 3:59       |
| Tổng thời lượng: | Tổng thời lượng:                   | Tổng thời lượng:                                     | Tổng thời lượng:                                                                | 21:27      |

## Bảng xếp hạng

### Hàng tuần
| Bảng xếp hạng (2015)        | Thứ hạng cao nhất |
| --------------------------- | ----------------- |
| Album Hàn Quốc (Gaon)       | 2                 |
| Album Nhật Bản (Oricon)     | 25                |
| World Albums Mỹ (Billboard) | 4                 |

### Cuối năm
| Bảng xếp hạng (2015)  | Thứ hạng |
| --------------------- | -------- |
| Album Hàn Quốc (Gaon) | 42       |

## Lịch sử phát hành
| Khu vực       | Ngày                | Định dạng  | Hãng đĩa                   |
| ------------- | ------------------- | ---------- | -------------------------- |
| Hàn Quốc      | 4 tháng 12 năm 2015 | CD, tải về | SM Entertainment, KT Music |
| Toàn thế giới | 4 tháng 12 năm 2015 | Tải về     | SM Entertainment           |